# Acmaeodera conoidea
Acmaeodera conoidea är en skalbaggsart som beskrevs av Henry Clinton Fall 1899. Acmaeodera conoidea ingår i släktet Acmaeodera och familjen praktbaggar. Inga underarter finns listade i Catalogue of Life.